# Sátánmajomfélék

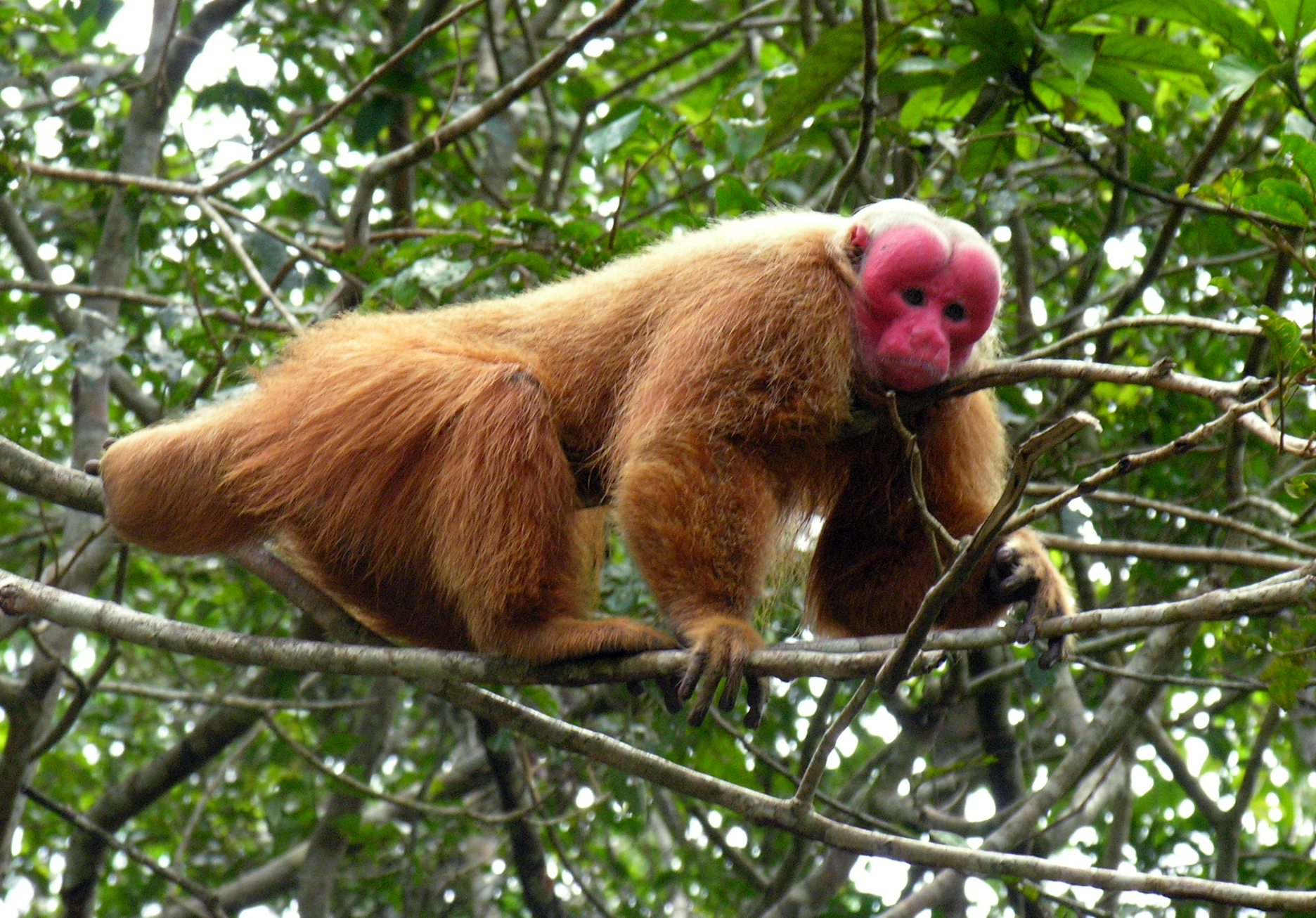
Skarlátarcú majom (Cacajao calvus)

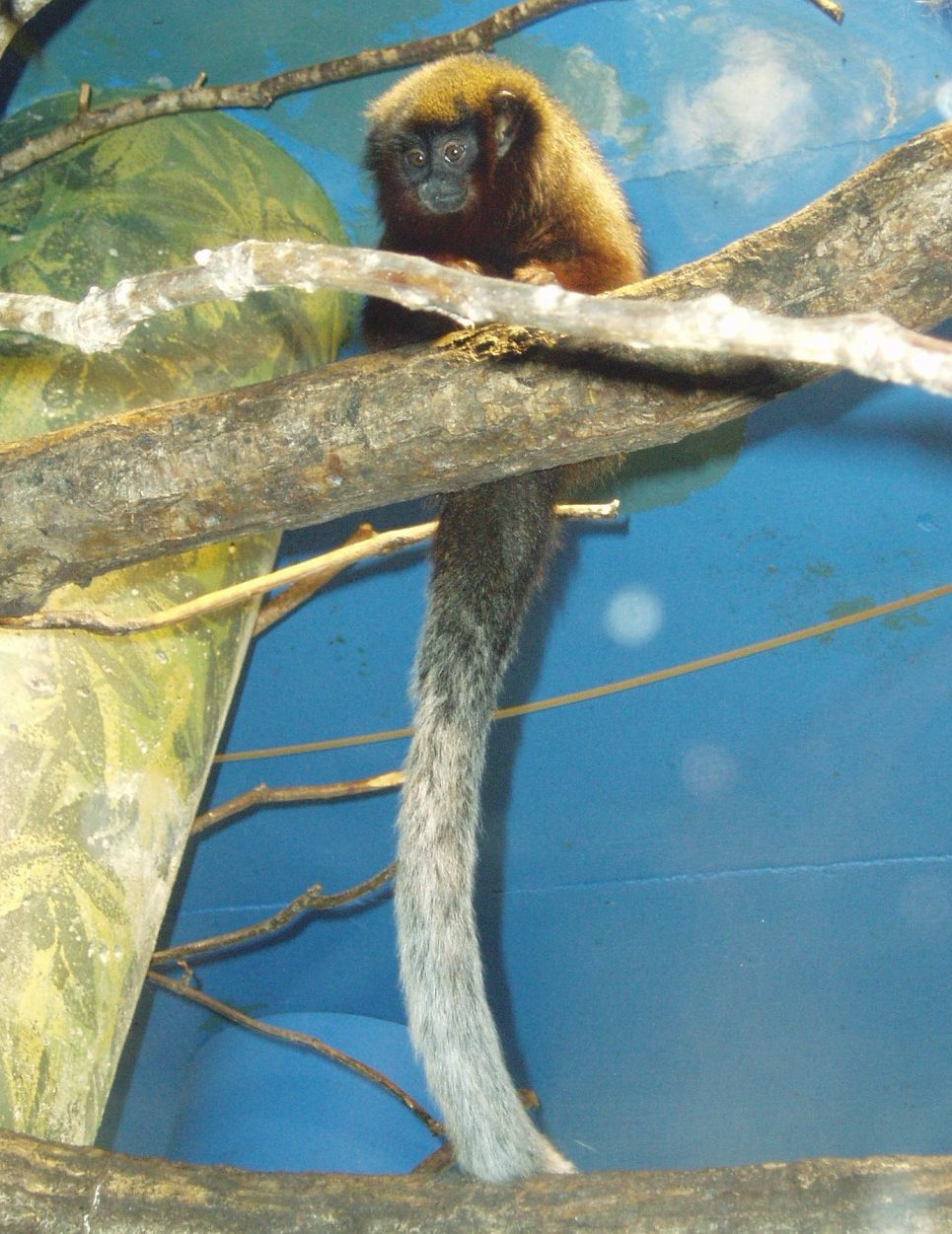
Callicebus cupreus

A sátánmajomfélék (Pitheciidae) az emlősök (Mammalia) osztályának a főemlősök (Primates) rendjéhez tartozó család.
A régebbi rendszerbesorolások az ide tartozó fajokat a csuklyásmajomfélék (Cebidae) családjába sorolták.

## Rendszerezés
A családba az alábbi 2 alcsalád tartozik

### Sátánmajomformák
A sátánmajomformák (Pitheciinae) alcsaládba 3 nem és 9 faj tartozik
- Cacajao (Lesson, 1840) – 2 faj
  - skarlátarcú majom (Cacajao calvus)
  - feketefejű uakari (Cacajao melanocephalus)

- Chiropotes (Lesson, 1840) – 2 faj
  - fehérorrú sátánmajom (Chiropotes albinasus)
  - feketearcú szakállas sátánmajom (Chiropotes satanas)

- Pithecia (Desmarest, 1804) – 5 faj
  - perui sátánmajom (Pithecia aequatorialis)
  - vörösfejű sátánmajom (Pithecia albicans)
  - tapajósi sátánmajom (Pithecia irrorata)
  - bozontos sátánmajom (Pithecia monachus)
  - fehérarcú sátánmajom (Pithecia pithecia)

### Kabócamajom-formák
A kabócamajom-formák (Callicebinae) alcsaládba 1 nem tartozik
- Callicebus
- C. donacophilus csoport 
  - Callicebus donacophilus
  - Callicebus modestus
  - Callicebus oenanthe
  - Callicebus olallae
  - Callicebus pallescens
- C. moloch csoport 
  - Callicebus baptista
  - Callicebus bernhardi
  - Callicebus brunneus
  - Callicebus cinerascens
  - Callicebus hoffmannsi
  - vöröshasú kabócamajom (Callicebus moloch)
- C. personatus csoport
  - Callicebus barbarabrownae
  - Callicebus coimbrai
  - Callicebus melanochir
  - Callicebus nigrifrons
  - keleti kabócamajom (Callicebus personatus)
- C. cupreus csoport 
  - Callicebus caligatus
  - rezes kabócamajom (Callicebus cupreus)
  - Callicebus discolor
  - Callicebus dubius
  - Callicebus ornatus
  - Callicebus stephennashi
- Torquatus
  - Callicebus lucifer
  - Callicebus lugens
  - Callicebus medemi
  - Callicebus purinus
  - Callicebus regulus
  - örvös kabócamajom (Callicebus torquatus)
- besorolatlan
  - Callicebus aureipalatii